# Tetra-amelie
Tetra-amelie is een weinig voorkomende autosomale recessieve aangeboren afwijking die gekenmerkt wordt door de afwezigheid van alle ledematen. Daarbij kunnen ook andere delen van het lichaam misvormd zijn.
Het gen WTN3 gelegen op chromosoom 17 plaats q 21 is verantwoordelijk voor deze afwijking. Dit is de enige bekende mutatie die deze aandoening veroorzaakt.

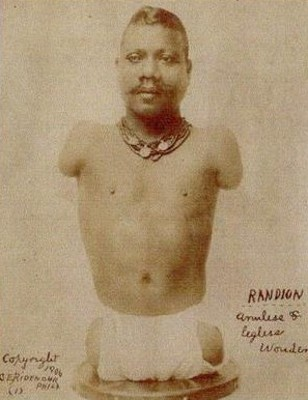
Prins Randian
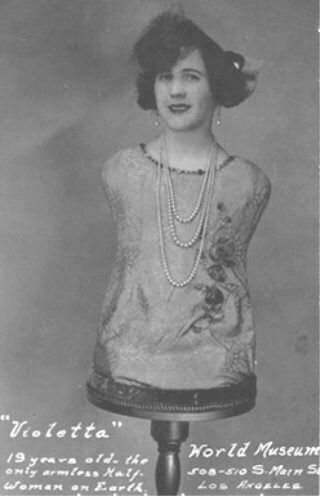
Violetta
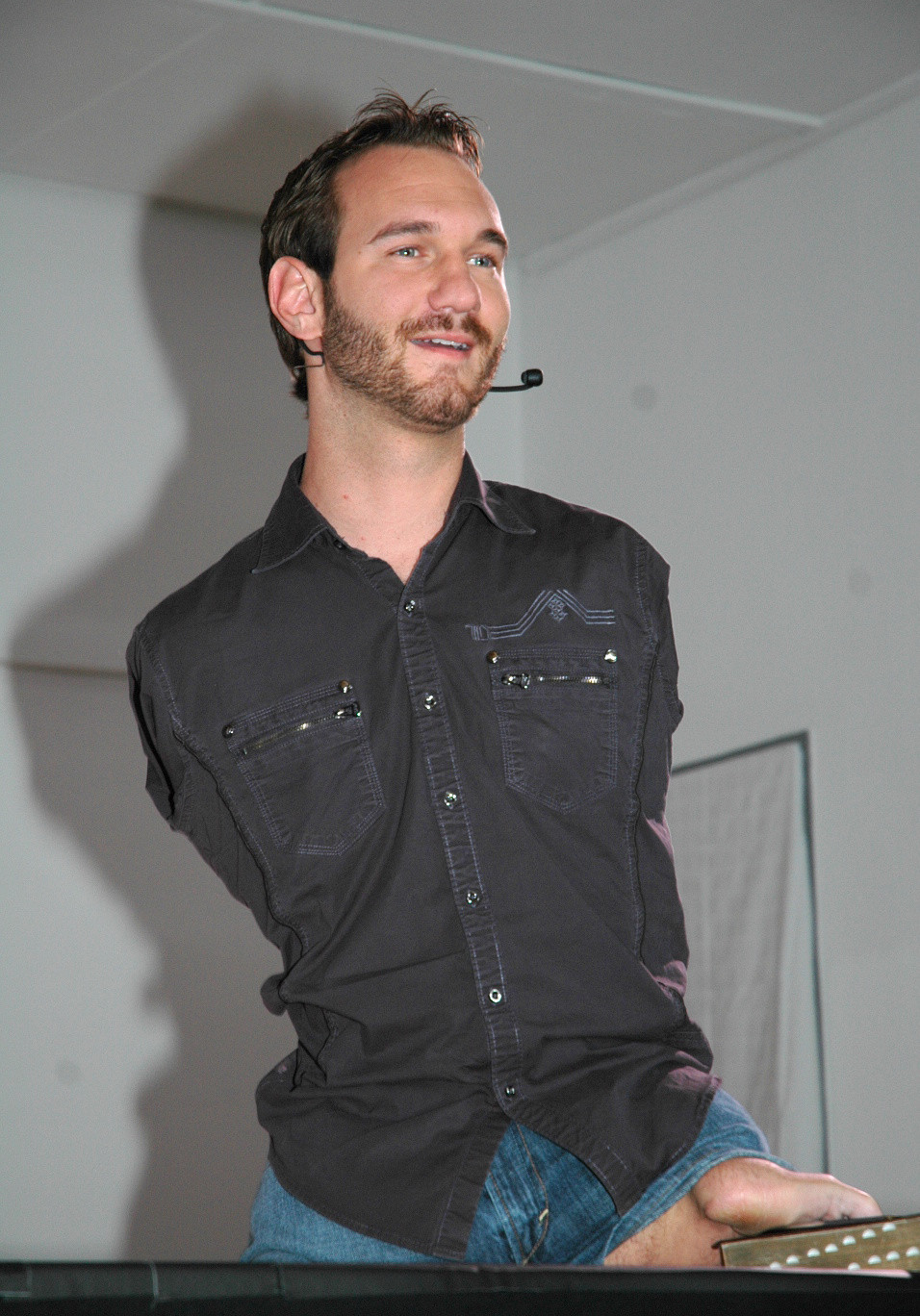
Nick Vujicic